# Takifugu coronoidus
Takifugu coronoidus är en fiskart som beskrevs av Ni och Li 1992. Takifugu coronoidus ingår i släktet Takifugu och familjen blåsfiskar. Inga underarter finns listade i Catalogue of Life.